# Nash (ster)
Nash (gamma2 Sagittarii) is een heldere ster in het sterrenbeeld Boogschutter (Sagittarius) op een afstand van 101,1 lichtjaar.
Zijn partnerster gamma1, die zich op 1 graad ten noorden van Nash bevindt, staat ook bekend als de variabele ster W Sagittarii.

## De tuit van de theepot
De ster γ Sagittarii (Nash) vormt de tuit van het gemakkelijk te herkennen asterisme Theepot. Deze (naar het westen gerichte) theepot kan in zijn geheel worden waargenomen vanuit de Benelux, maar wel laag in de sterrenhemel. Tijdens de culminatie klimt Nash tot 8 en een halve graad boven de zuidelijke horizon.

## NGC 6522 en NGC 6528
Gezien vanaf de Aarde zijn net ten noordwesten van Nash de bolvormige sterrenhopen NGC 6522 en NGC 6528 te vinden .

## Verlicht dampwolkje
Vanuit zuidelijker gelegen regionen op de aarde kan het helderste gedeelte van de melkweg (de Large Sagittarius Star Cloud) aanzien worden als een verlicht dampwolkje dat uit de tuit van de theepot ontsnapt.